# Serramanna
Serramanna è un comune italiano di 8 397 abitanti della provincia del Medio Campidano in Sardegna.

## Geografia fisica

### Territorio
Serramanna è situata nella zona centroccidentale della pianura del Campidano all'affluenza tra il fiume Flumini Mannu e il rio Leni.
Il paese confina a nord col comune di Samassi e col comune di Sanluri, a sud col comune di Villasor, a ovest troviamo il comune di Villacidro con i suoi monti mentre a nord-est troviamo il comune di Serrenti e a est quello di Nuraminis.

## Origini del nome
Il toponimo è formato dal sardo campidanese serra ossia "crinale", e dall'aggettivo manna cioè "grande".

## Storia

### Periodo prenuragico
I primi insediamenti nel territorio, documentati soprattutto grazie alla scoperta del villaggio di Cuccuru Ambudu (Coordinate Gauss-Boaga fuso Ovest: E=1495032 N=4367798), risalgono a un periodo individuabile tra l'epoca della Cultura di Ozieri e della Cultura di Monte Claro.
Di notevole importanza storica è il menhir Perda Fitta, un masso in granito rappresentante la Dea Madre (h. 1,45 m; appena sbozzato con 10 coppole realizzate in rilievo negativo a rappresentare le mammelle), rinvenuto nella zona omonima (coordinate Gauss-Boaga fuso Ovest: E=1488531 N=4364920).

### Periodo nuragico
Il ritrovamento più significativo risalente all'età nuragica è il nuraghe rinvenuto durante gli scavi per la ristrutturazione della sagrestia della chiesa campestre di Santa Maria. Di minore interesse i nuraghi individuati nelle zone di Santa Luxeria (coordinate Gauss-Boaga fuso Ovest: E=1491428 N=4361588), Su Muntonali (Coordinate Gauss-Boaga fuso Ovest: E=1491732 N=4365184) e Bruncu Gattus (Coordinate Gauss-Boaga fuso Ovest: E=1494726 N=4368152).

### Periodo romano
Durante la dominazione romana anche il territorio di Serramanna fu intensamente abitato, numerosi erano i villaggi e testimonianze dei loro insediamenti sono sparse ovunque nel territorio. Tutti i reperti rinvenuti sono al Museo archeologico nazionale di Cagliari.
In epoca romana il paese fu un centro di notevole importanza per la produzione agricola, e lo rimase anche durante la dominazione bizantina della Sardegna.

### Periodo giudicale e medievale
Intorno al XI secolo la Sardegna era divisa in 4 Giudicati a loro volta suddivisi in Curatorie; Serramanna faceva parte della curatoria di Gippi (o Parte Ippis) del Giudicato di Cagliari.
Nel periodo medioevale Serramanna non aveva un unico nucleo abitato ma era diviso in numerose ville; le principali erano Bangiuludu, Saboddus-San Pietro, Saboddus-Santa Giuliana, Saboddus-Santu Deus, Santa Maria di Monserrato (già nel 1584 questi villaggi erano ormai da tempo spopolati e si andava verso un unico centro abitato).
Nel 1258 Serramanna venne annessa al Regno di Arborea al quale rimase sino al 1297, anno in cui venne ceduta alla Repubblica di Pisa.
Nel 1323 con lo sbarco delle truppe dell'Infante Alfonso a Palma di Sulcis anche Serramanna passò sotto il dominio aragonese.
Il 27 ottobre 1414, Ferdinando I d'Aragona la diede in feudo a Giovanni Civiller. Più tardi passò alla famiglia dei De Besora e nel 1455 Aldonça De Besora riconobbe al paese libertà e franchigie. Fu un atto di eccezionale importanza che anticipò di molto le concessioni che solo nel XVIII secolo i signori concedettero ai loro sudditi nel resto dell'Italia e della Francia. Per la prima volta i rurali erano definiti popolo o abitante e non vassallo.
Nel 1460 Aldonça Civiller de Besora rimasta vedova vendette il feudo a Emanuele Ribelles. Emanuele Ribelles a sua volta vendette il feudo a Raimondo Boter nel 1461. Nel 1465 Galcerando De Besora, con la dote della moglie Angela Beltran, riscattò il feudo.
Con l'estinzione della famiglia De Gerp, il feudo tornò al Fisco con Atto Notarile del 14 gennaio 1583 del Demanio della Regia Corona. Il Fisco lo vendette per 100.000 lire Aragonesi a Giovanni Gerolamo Brondo il 24 settembre 1594.
Giovanni Gerolamo Brondo reso Cavaliere] Ereditario il 27 maggio 1586 diventerà il primo Signore Feudale di Villacidro e Serramanna, in Parte Hyppis, per investitura del 4 giugno 1594. Il 29 novembre 1617, Antonio Brondo y de Ruecas, ottenne il titolo di Conte di Serramanna da Re Filippo III di Spagna, divenendo quindi il I Conte di Serramanna (il suo emblema a strisce argento-nere, è ora riportato nello stemma del Comune di Serramanna).
Al 2014 il detentore del titolo nobiliare di Conte di Serramanna è Luis Crespí de Valldaura y Cardenal.

### Età contemporanea

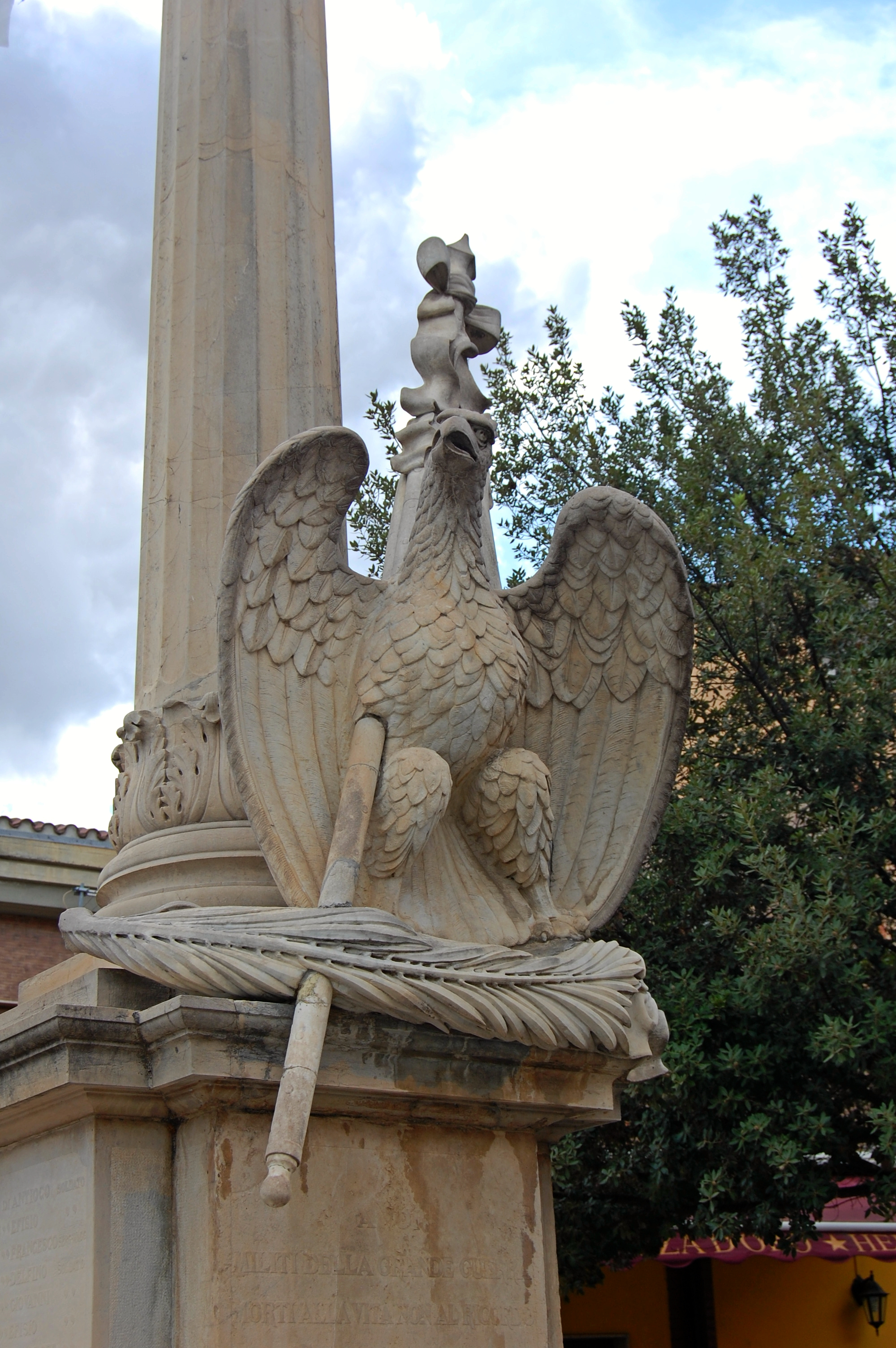
Monumento ai caduti di Giuseppe Sartorio

Nel 1839, con la soppressione del sistema feudale, il paese si costituì in comune, amministrato da un sindaco e da un consiglio comunale, e fu riscattato ai Bon Crespi di Valldaura, ultimi feudatari.
Nel XIX secolo l'economia fu concentrata quasi esclusivamente sull'attività agricola, eccezion fatta per il tentativo di industrializzare il paese con la costruzione della Cantina Sociale del Campidano di Serramanna (che fino al 1988, anno in cui è stata chiusa, produceva degli ottimi vini ed era una delle cantine più grandi d'Europa) e della CASAR (industria conserviera), ancora attiva nonostante in passato abbia avuto notevoli problemi.

### Simboli

Stemma di Serramanna

Lo stemma e il gonfalone del comune di Serramanna sono stati concessi con decreto del presidente della Repubblica del 24 settembre 1997.
Lo stemma è stato disegnato dall'artista serramannese Flaviano Ortu dopo un lavoro di ricerca dello storico Stefano Pira.
Presenta sulla sinistra il campanile della chiesa di San Leonardo, di particolare interesse in quanto a canna ottagonale anziché quadrata come in tutto il Campidano e in tutto il territorio della Sardegna meridionale;
sulla parte destra in alto, un riferimento allo stemma araldico di Aldonsa de Besora (di nero, a tre pali d'argento), che con le franchigie del 1455 concesse numerosi privilegi ai serramannesi;
sulla parte destra in basso lo stemma del I Conte di Serramanna, Antonio Brondo de Ruecas (lo stemma dei Brondo era di rosso, all'albero nodrito sulla pianura erbosa, tra due teste di moro recise, posate sulla pianura, affrontate, il tutto al naturale); per motivi tecnici sorti in sede di approvazione da parte del Presidente della repubblica appaiono solamente le teste di moro.
Il gonfalone è un drappo di bianco.

## Monumenti e luoghi d'interesse

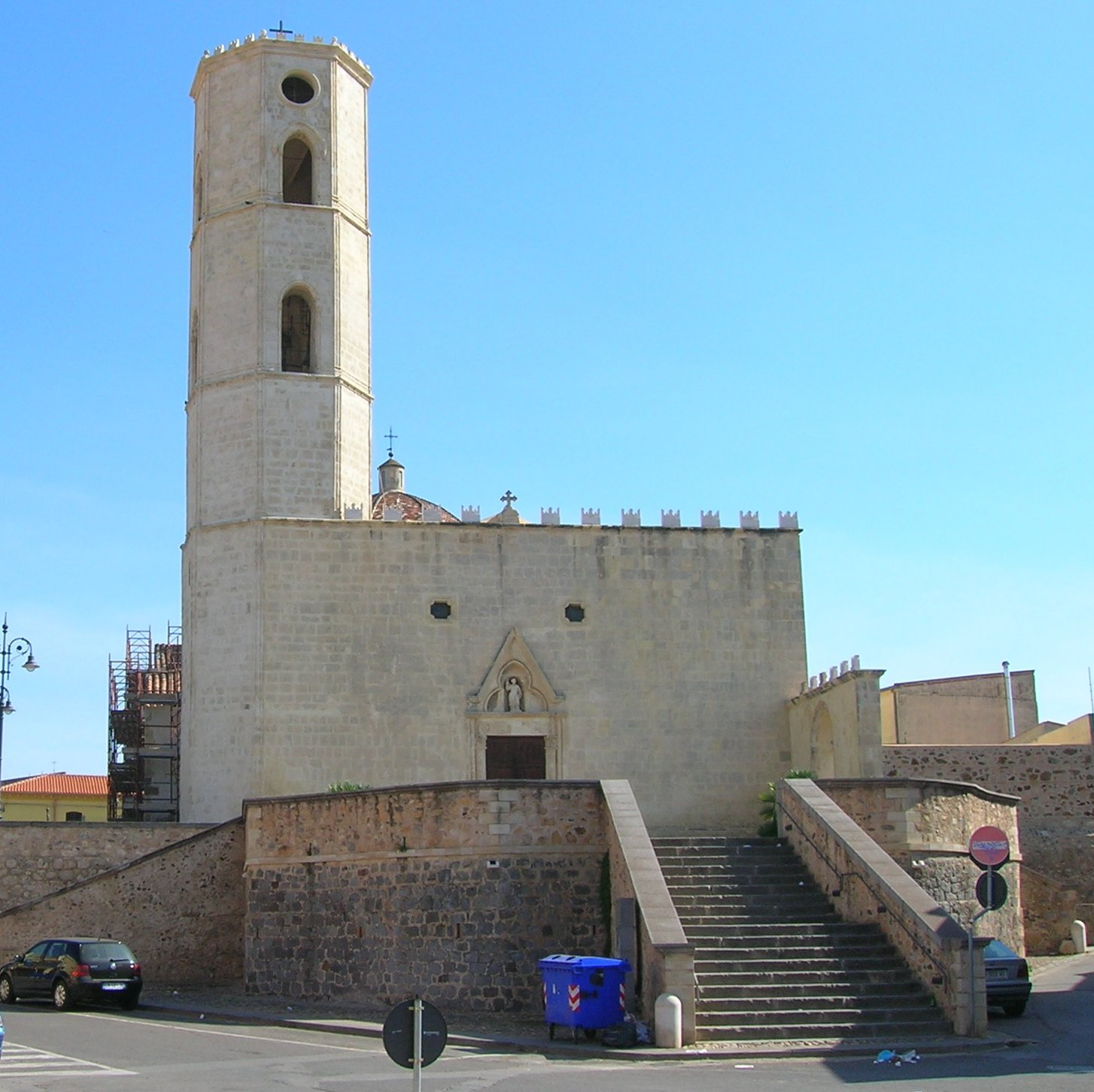
Chiesa di San Leonardo

### Architetture religiose
- Chiesa di San Leonardo - La chiesa parrocchiale di San Leonardo, patrono del comune, fu costruita in due epoche differenti e perciò presenta una fusione di forme gotico-catalane, aragonesi e tardo-barocche; la navata longitudinale e il campanile furono costruiti tra il XV e XVI secolo, mentre la cupola e l'abside tra il XVII e XVIII. È caratterizzata dalla pianta a croce latina e dal campanile a canna ottagonale di notevole altezza, opera dell'architetto Antonio Calabrès. L'interno della Chiesa si presenta numerose decorazioni (realizzate tra il 1954 e il 1956) dal pittore serramannese Giuseppe Carcangiu.
- Sant'Ignazio - La parrocchia di Sant'Ignazio] fu fondata dal parroco Don Bruno Pittau nel 1971 in onore di Sant'Ignazio da Laconi.
- Santa Maria - La chiesetta campestre di Santa Maria risale all'anno 1000 d.C.; risulta citata già nel 1089 in una donazione fatta dal Giudice Costantino I Salusio II ai monaci benedettini dell'Abbazia di San Vittore. È stata restaurata negli anni successivi alla seconda guerra mondiale e nel 1999 è stata dichiarata santuario da Monsignor Ottorino Pietro Alberti, divenendo meta di pellegrinaggio per il Giubileo del 2000.
- Sant'Angelo - La chiesetta di Sant'Angelo risale al XVI secolo d.C. ed è dedicata all'Angelo Custode di cui conserva una statua lignea del XVII d.C.
- San Sebastiano - La chiesa di San Sebastiano venne eretta per un voto dopo una pestilenza. Dal 1631 ospitò i frati domenicani fino al 1854, anno in cui per effetto del regio decreto che imponeva la riduzione di tutti gli ordini religiosi minori e la conseguente confisca dei loro beni, fu abbandonata e in seguito sconsacrata. Il caseggiato attiguo, che ospitava il convento divenne sede del municipio, mentre la chiesetta che rimase sotto la giurisdizione della parrocchia di San Leonardo passò alla Confraternita del Rosario (frati bianchi). Per alcuni anni dopo un primo restauro ha ospitato rappresentazioni teatrali, musicali e mostre di pittura.

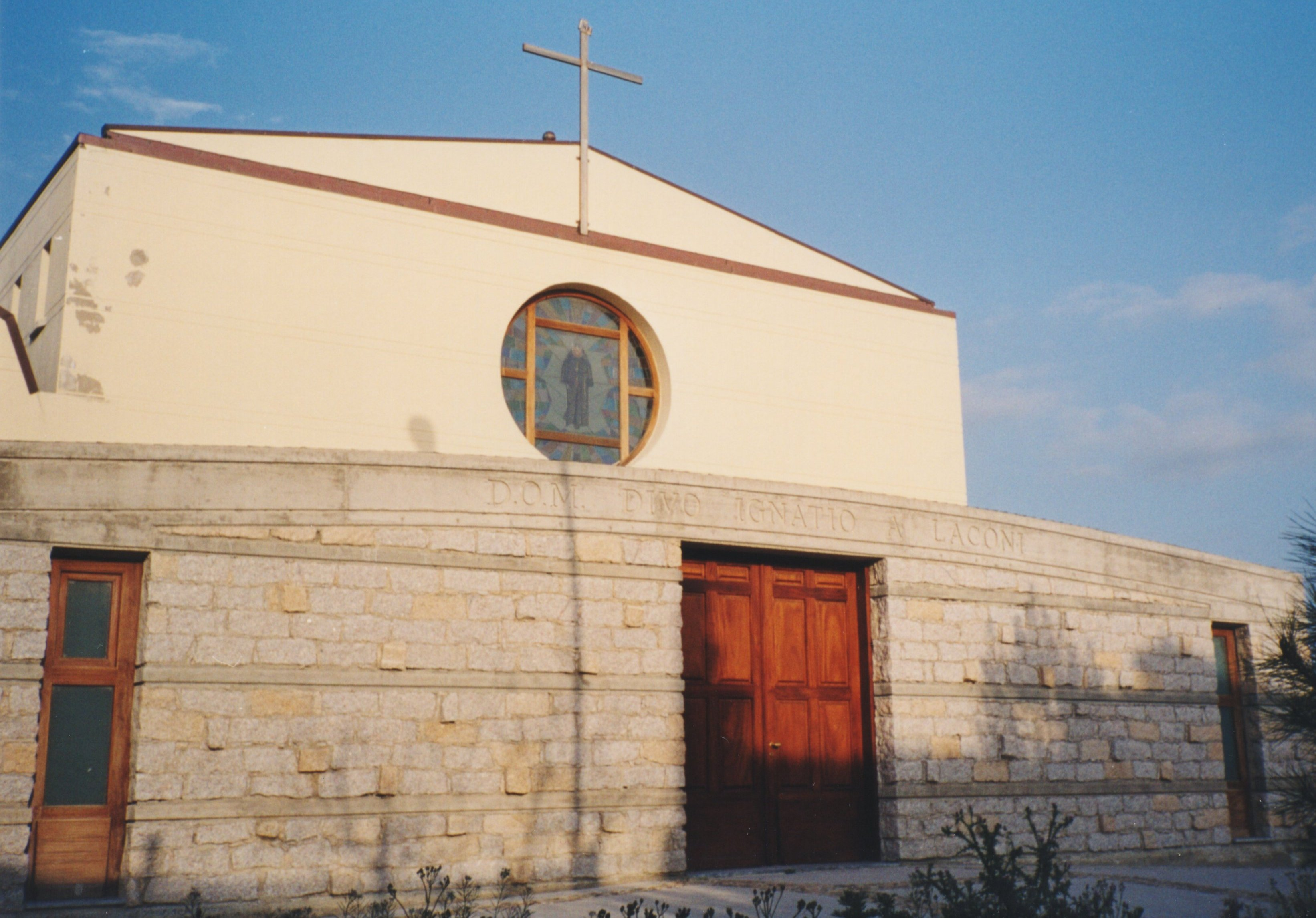
Chiesa di Sant'Ignazio
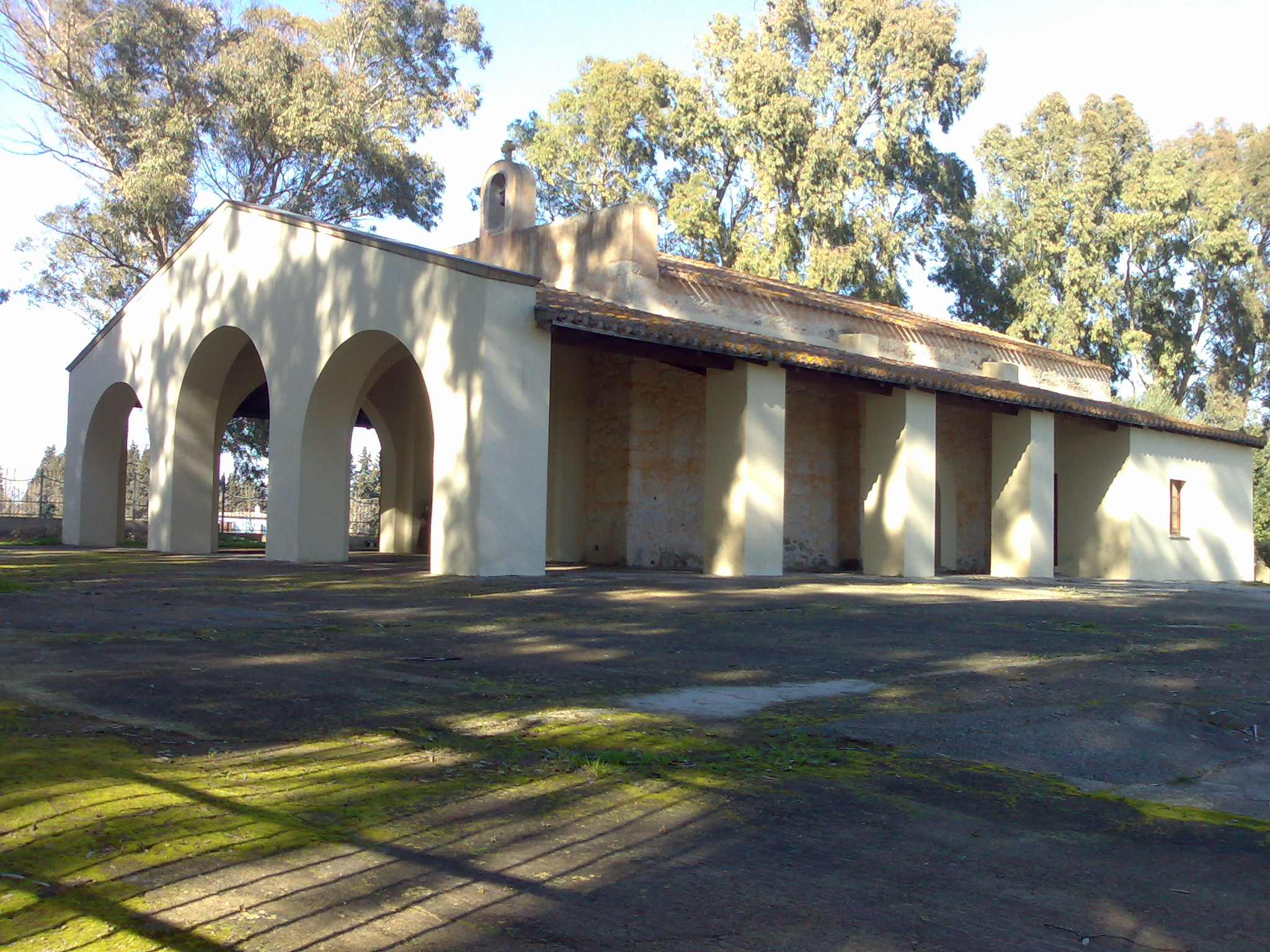
Chiesa di Santa Maria
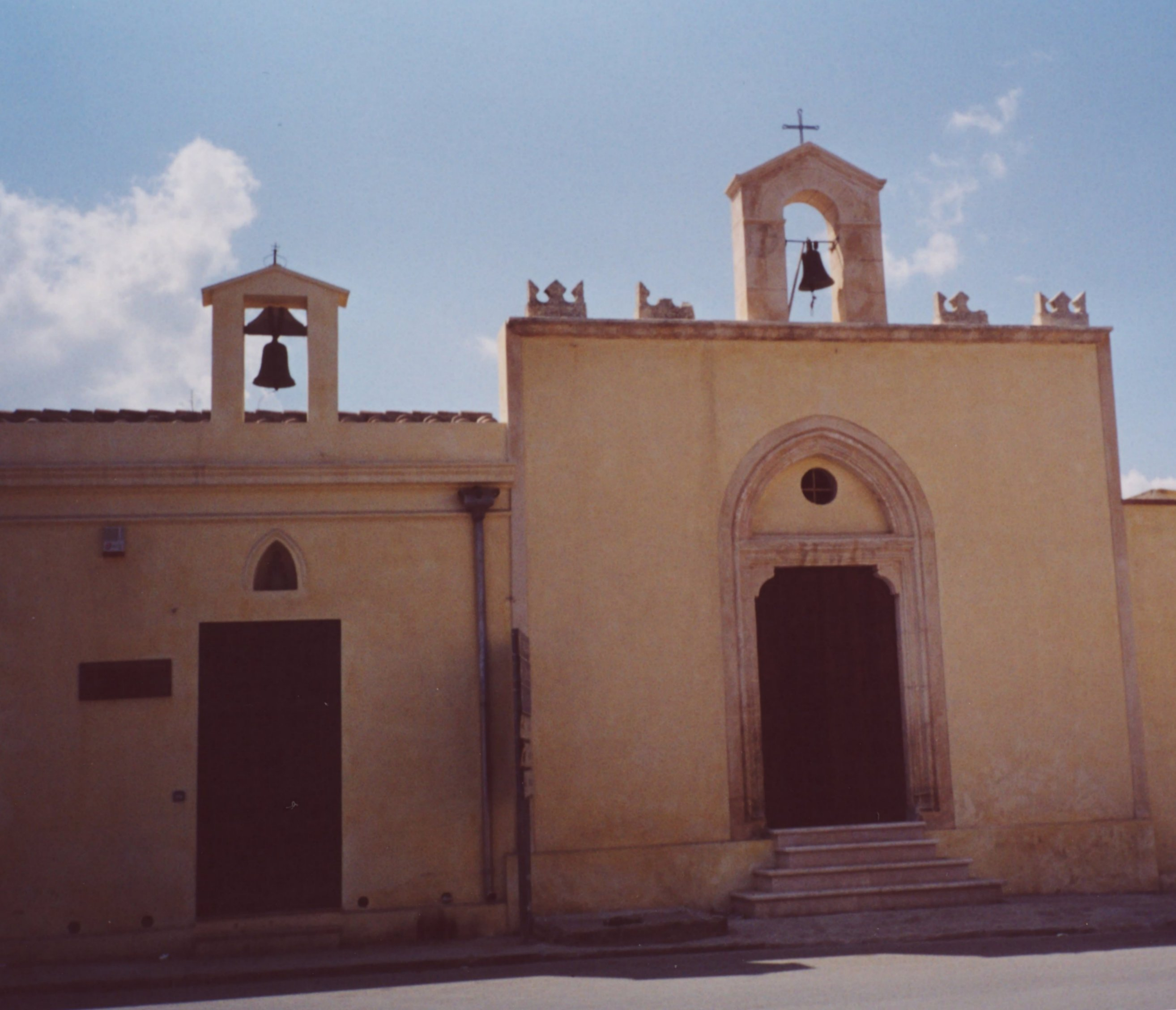
Chiesa di Sant'Angelo
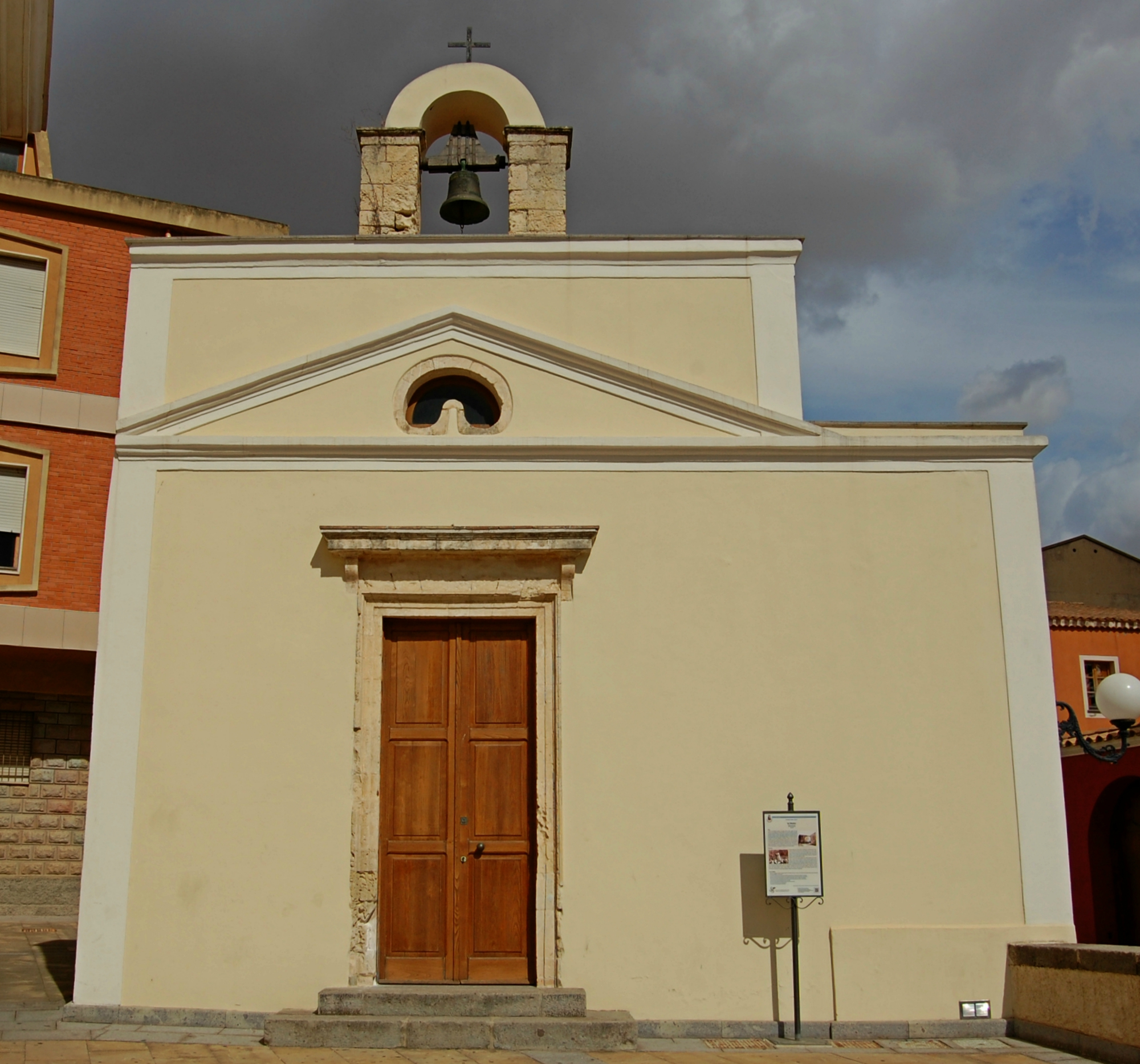
Chiesa di San Sebastiano

## Società

### Evoluzione demografica
Abitanti censiti

### Lingue e dialetti
La variante del sardo parlata a Serramanna è il campidanese occidentale.

## Cultura

### Istruzione

#### Musei
- Museo delle memorie e delle tradizioni religiose di Serramanna - Il museo è allestito all'interno della chiesa Sant'Angelo, e vanta varie sezioni tematiche che comprendono una serie di arredi preziosi, non più utilizzati nelle funzioni liturgiche, sculture, statue, suppellettili, arredi sacri, oggetti d'argento di arte sacra ed ex voto.

## Infrastrutture e trasporti

### Strade
Serramanna è collegata ai comuni limitrofi principalmente tramite due strade: la SS 196 diramazione, che attraversa da nord a sud il centro abitato, e la strada provinciale 54 bis.

### Ferrovie
La località è servita dalla stazione di Serramanna-Nuraminis, posta sulla ferrovia Cagliari-Golfo Aranci.

## Sport
Nel 1909 fu fondata la Società Ginnastica "Gialeto", denominata A.S.D. Gialeto 1909 dopo la ri-fondazione a causa del fallimento dopo oltre 100 anni di storia. 
Nel 1978 è nata la squadra di calcio A.S.D. Serramanna 1978 A.S.I. Calcio  (dal 2012 divenuta ASD Serramanna Calcio) che milita nella stagione 2018-2019 nel campionato di Prima Categoria. 
Nel 1979 è stata fondata la Società Polisportiva Atletica Serramanna, attiva a livello federale nell'atletica leggera e nella pallacanestro.
Nel 1992 è stata fondata la Società A.S.D  Pool Bike Serramanna, attiva a livello Federale nel Cisclismo .
Nel 1998 viene fondata la società di calcio A.S.D. Dopolavoro Ferroviario Serramanna che nella stagione 2018-2019 milita in Terza Categoria. 
Nel 2002 dalle ceneri della Polisportiva Gialeto, nacque la Nuova Volley Serramanna che nell'arco della sua storia è arrivata a militare nel campionato di Serie B2.
Nel 2005 è nata la squadra di calcio a 5 A.S.D. Ce Chi Ciak, che dalla stagione 2020-2021 disputa il campionato nazionale di serie B.

### Impianti sportivi

Stadio Comunale “Fausto Coppi”

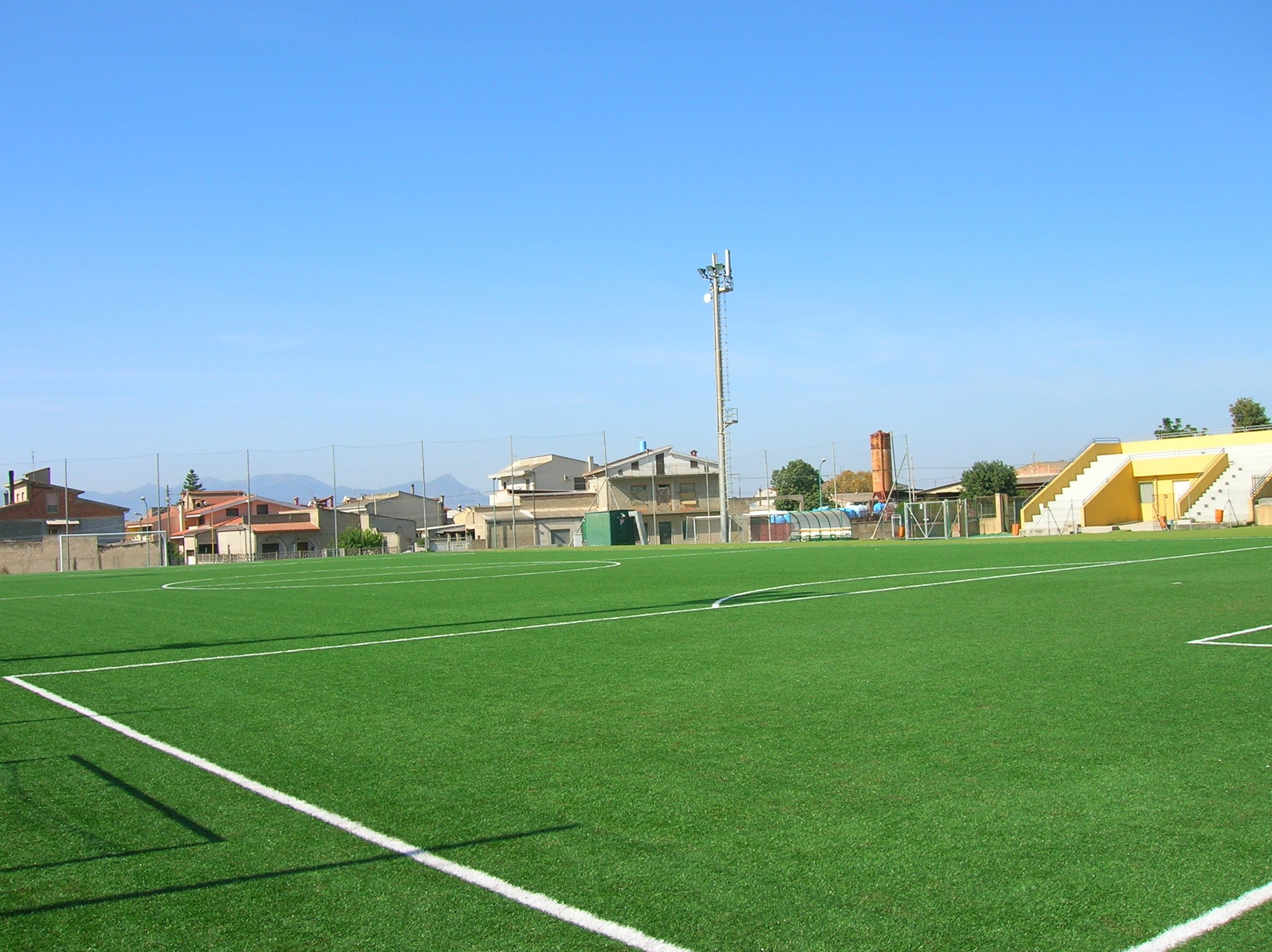
Stadio “Campo Sa Lua”

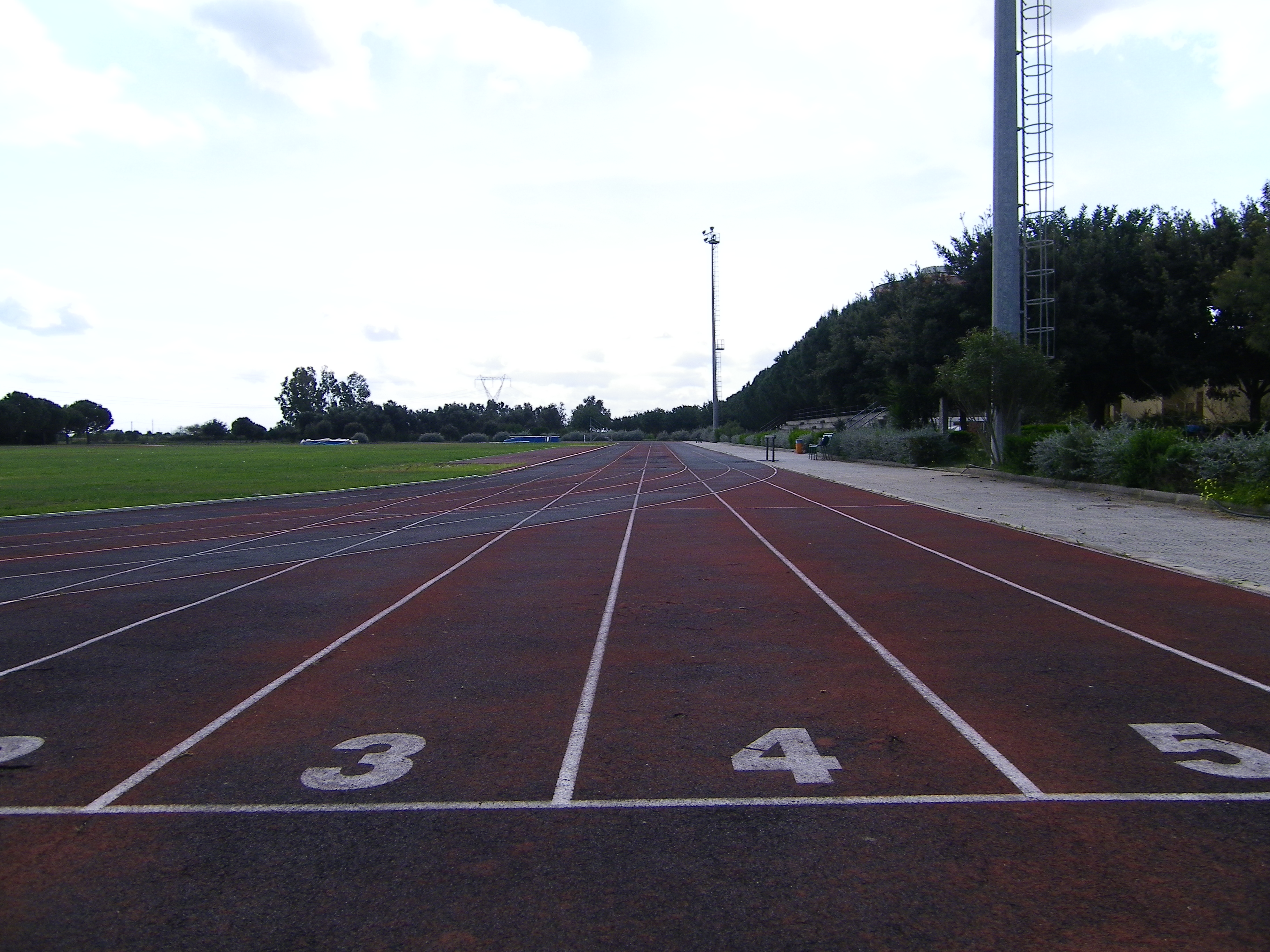
Pista di Atletica

- Campo sportivo "Fausto Coppi" (calcio), costruito nel 1955, l'unico dotato di manto erboso.
- Campo sportivo "Campu sa Lua" (calcio), Con manto erboso sintetico.
- Centro sportivo "Bia Nuraminis" (atletica leggera, calcio, basket, calcio a 5, pallavolo),  comprende la pista di atletica leggera, un campo di calcio in terra battuta e il palazzetto dello sport
- Centro sportivo via Cagliari (tennis, basket), dotato di campi da tennis e un campetto polivalente
- Centro sportivo corso Italia (basket, calcio a5)